# Desmodium cuspidatum
Desmodium cuspidatum är en ärtväxtart som först beskrevs av Carl Ludwig von Willdenow, och fick sitt nu gällande namn av John Claudius Loudon. Desmodium cuspidatum ingår i släktet Desmodium och familjen ärtväxter.

## Underarter
Arten delas in i följande underarter:
- D. c. cuspidatum
- D. c. longifolium